# Глинсько-Розбишівське нафтогазоконденсатне родовище
Глинсько-Розбишівське нафтогазоконденсатне родовище — належить до Глинсько-Солохівського газонафтоносного району Східного нафтогазоносного регіону України.

## Опис
Розташоване в Сумській та Полтавській області на відстані 30 км від м. Ромни.
Знаходиться в центральній частині приосьової зони Дніпровсько-Донецької западини.
Структура виявлена в 1952-53 рр. Криптодіапірове підняття має північно-західного простягання та ускладнене двома склепіннями, його розміри в межах ізогіпси — 3700 м 13,0×5,0 м. Найбільшим за площею і висотою є Погарщинське склепіння (брахіантикліналь північно-західного простягання, в межах ізогіпси — 3520 м 7,5×3,4 м, амплітуда понад 400 м), розташоване у пермських і кам'яновугільних відкладах. В 1958 р. з пермсько-верхньокам'яновугільного г.п. з інт. 1880—1890 м одержано фонтан нафти дебітом 142 т/добу через штуцер діаметром 8 мм.
Поклади пластові і масивно-пластові, склепінчасті, тектонічно екрановані і літологічно обмежені. Колектори — пісковики.
Експлуатується з 1959 р. Режим нафтових покладів пружноводонапірний, газоконденсатних — газоводонапірний та газовий. Запаси початкові видобувні категорій А+В+С1: нафти — 25275 тис. т; розчиненого газу — 2267 млн. м³; газу — 11241 млн. м³; конденсату — 601 тис. т. Густина дегазованої нафти 838—872 кг/м³. Вміст сірки у нафті 0,21-0,66 мас.%.